# Barrow Island Marine Management Area

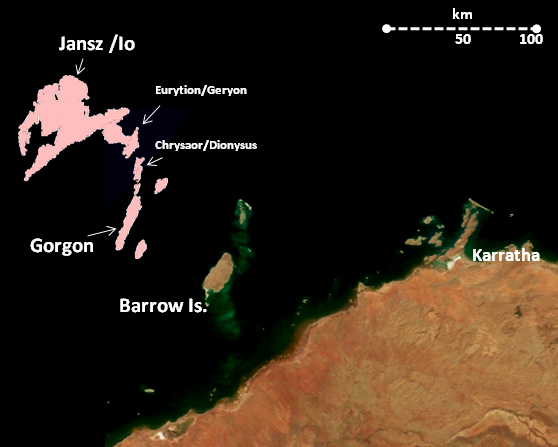
Karte des Seegebiets

 Die Barrow Island Marine Management Area ist 114.693 ha groß und erstreckt sich südwestlich der Montebello-Inseln und weiter südlich über die Barrow-Insel hinaus. Dieses Schutzgebiet umfasst die gesamte Barrow-Insel außer ihrer Westküste.
Die Management Area ist Teil eines zusammenhängenden großen Schutzgebiets mit dem Montebello Islands Marine Park mit einer Größe von 58.331 ha und Barrow Island Marine Park mit einer Größe von 4.169 ha, die strengeren Naturschutzregeln unterliegen. 
Im gesamten marinen Schutzraum befinden sich Suppenschildkröte, Echte Karettschildkröte, Wallriffschildkröte und gelegentlich Unechte Karettschildkröte. Sieben Arten von Zahnwalen und drei Bartenwale wurden gezählt, auch Buckelwale halten sich dort zeitweise auf und ferner Dugongs. Im Barrow Island Marine Management Area bohrt das Gorgon-Gasprojekt von Chevron auf der Suche nach Erdöl und Erdgas und es darf kommerzieller Fischfang betrieben werden. Chevron gibt an, dass durch das Gebiet ihrer Bohrungen keine Walfischrouten führen.

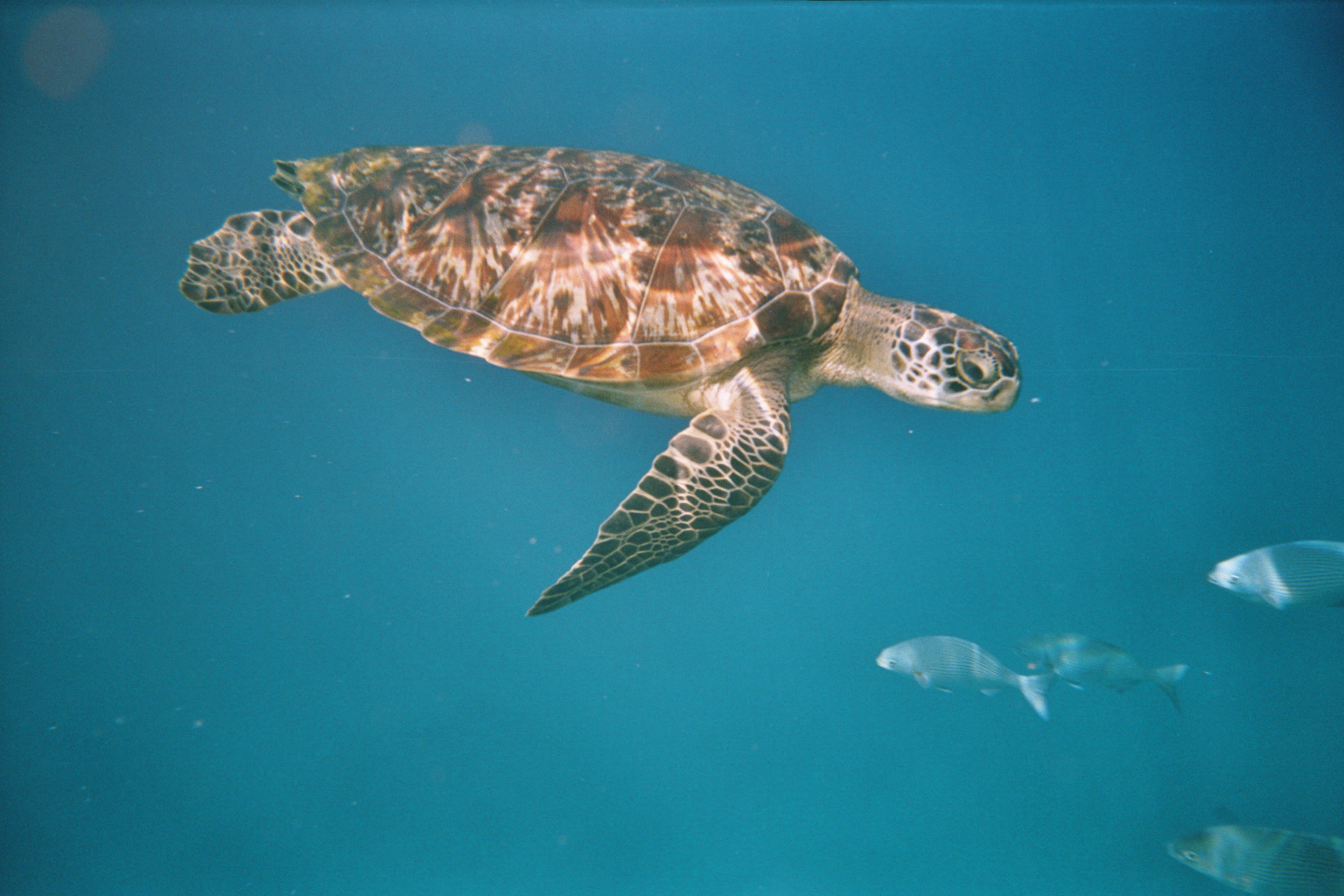
Suppenschildkröte
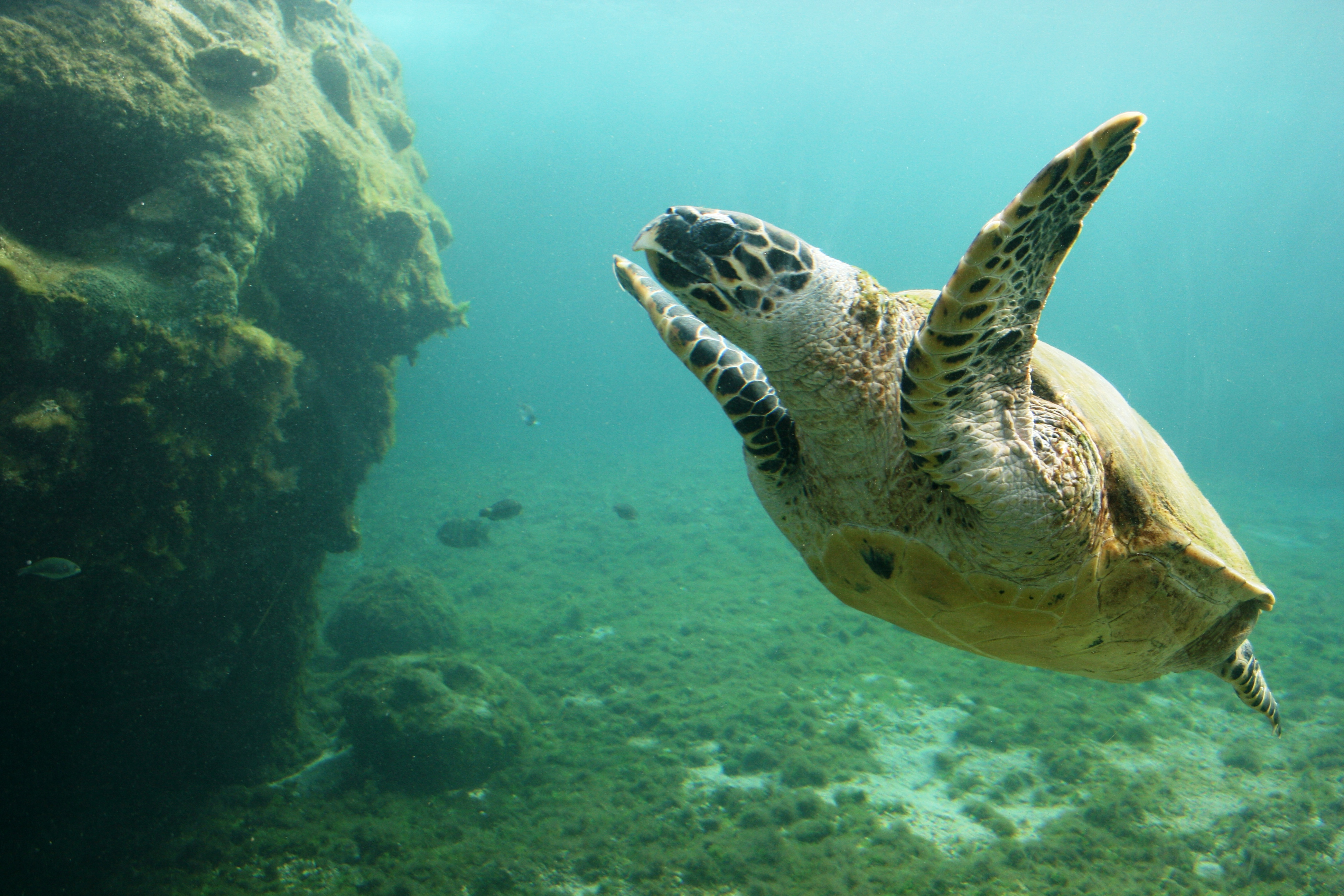
Echte Karettschildkröte
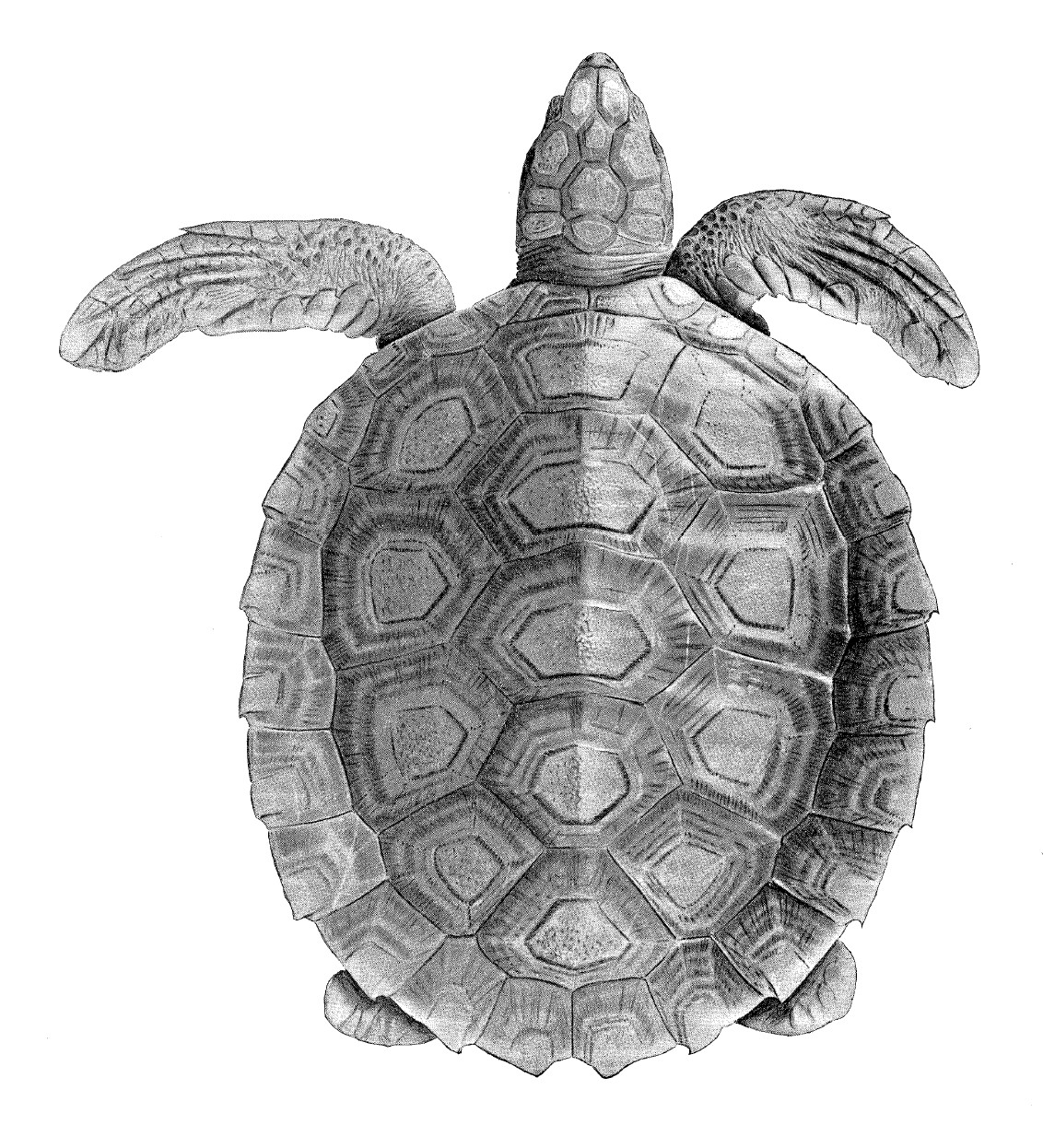
Wallriffschildkröte
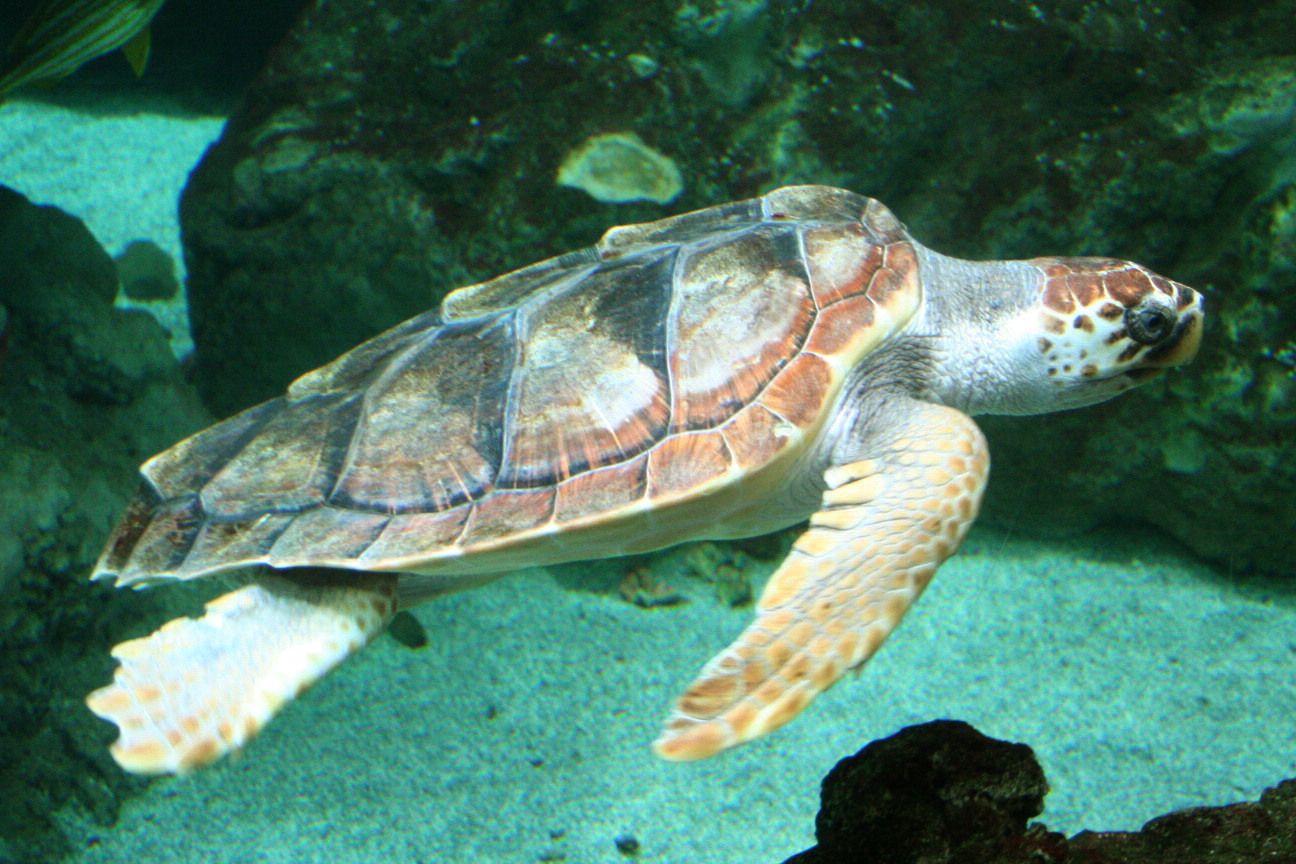
Unechte Karettschildkröte